# 蘇敏怡
蘇敏怡（英語：Stella So，生於1977年）是一名香港插畫家 、漫畫家及作家。

## 經歷
蘇敏怡從小開始習畫，受《多啦A夢》、《IQ博士》、《飄零燕》等日本漫畫以及宫崎骏的作品影響。 她早期的藝術風格發展受到她的叔叔，以及中學視藝老師林老師的影響。 
2002年，她於香港理工大学設計學系畢業。 畢業作品動畫《好鬼棧》以消逝中的香港戰前唐樓為主題，並獲得了2002年IFVA的動畫組金獎。
她從香港地道的城市景貌和傳統店舖取得她的出創作靈感。 她鼓勵人欣赏香港舊建築和舊區之美、當中的文化價值、以及它們與本地歷史和集體記憶的連結。 她會到訪探索，紀錄起將被重建的地區，以把這些社區的景象融入到作品當中。她藉著作品引起人們對這些消逝的景物的關注，意圖“喚醒人們對即將消息的生活的認識”。 蘇敏怡被視為反抗香港「社团主义下的破壞」的幾位藝術家之一。
她還創作了老少女（英語：Old Girl）漫画系列（原載於星期日明報副刊）。漫畫屬半自傳式的作品，以日記形式，轻松風格，記錄了她與寵物貓的單身生活。 漫畫已在多本合辑中重新出版。老少女的角色雕塑亦有於九龙公园中的香港漫画星光大道展出。 
蘇敏怡亦曾擔任香港中文大学美术系讲师。

## 精選作品
- 妙繪‧香港非遺(2018) – 描绘香港非物质文化遗产的插画系列。受康乐及文化事务署委托，于香港国际机场内短暫展出。 [10]
- 西区小巷(2014) –香港大學站内的公共艺术。由蘇敏怡主導，带领了150 名本地小学生共同创作了描绘西区人物、文化、地标和城市景观的大型插图。插畫以貼紙數碼印圖於該站其中一個出口走廊和以及升降機内部展出。 [11]
- 不想放手，陈奕迅(2008) – 专辑封面
- 下落不明，黄耀明(2003) – 动画音乐录影带
- 好鬼棧(2002) – 动画短片

## 书籍
- So, Stella; Wu, Yim-chung. . Hong Kong: Joint Publishing. 2016. ISBN 9789887742104 （中文（繁體））.
- So, Stella. . Hong Kong: Joint Publishing. 2015. ISBN 9789620434716 （中文（繁體））.
- So, Stella. . Hong Kong: Joint Publishing. 2013. ISBN 9789620432453 （中文（繁體））.
- So, Stella. . Hong Kong: Joint Publishing. 2009. ISBN 9789620428135 （中文（繁體））.
- So, Stella. . Hong Kong: Joint Publishing. 2008. ISBN 9789620426056 （中文（繁體））.
- So, Stella. . Hong Kong: Joint Publishing. 2007. ISBN 9789620426087 （中文（繁體））.

## 外部连结
- 官方网站